# Die Legende und die heldenhaften, fröhlichen und ruhmreichen Abenteuer von Ulenspiegel und Lamme Goedzak

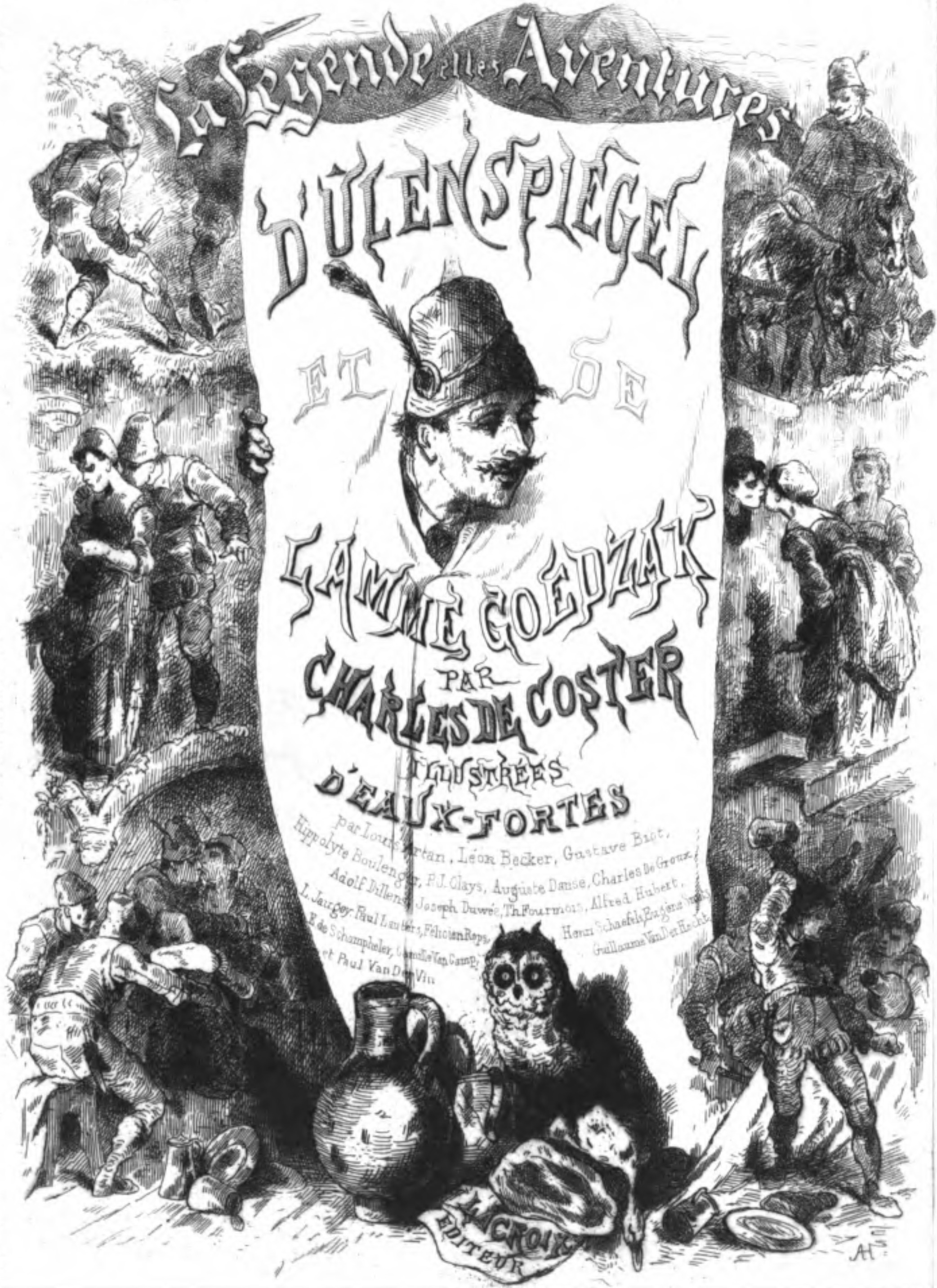
Titelbild der Ausgabe von 1869 (Grafik von Hippolyte Boulenger)

Die Legende und die heldenhaften, fröhlichen und ruhmreichen Abenteuer von Ulenspiegel und Lamme Goedzak im flandrischen Lande und anderswo ist der Titel eines Romans des französischsprachigen, belgischen Autors Charles De Coster. Die Handlung spielt zur Zeit des Unabhängigkeitskrieges niederländischer Provinzen gegen die spanisch-habsburgische Herrschaft im 16. Jh. Basierend auf dem Volksbuch aus dem Jahr 1515 erweitert de Coster die niederdeutsche Figur Till Eulenspiegel vom burlesken Spaßvogel und Narren zu einem Freiheitskämpfer. Das französische Original „La légende et les aventures héroiques joyeuses et glorieuses d’Ulenspiegel et de Lamme Goedzak au pays des Flandres et ailleurs“ wurde 1867 publiziert, die erste deutsche Übersetzung von Friedrich von Oppeln-Bronikowski 1909.

## Überblick
De Coster hat im ersten Buch viele der Ulenspiegel-Geschichten aus dem Volksbuch „Ein kurtzweilig lesen von Dyl Vlenspiegel gebore vß dem land zu Brunßwick : wie er sein Leben vollbracht hatt“ in seinen Roman aufgenommen, verändert an die Handlung angepasst und  durch eigene Erfindungen erweitert. Außerdem hat er um den Protagonisten herum eine Gruppe von Hauptpersonen aufgebaut: Die im Volksbuch nur erwähnten Eltern Claes und Soetkin, die Hebamme Katheline und ihre Tochter Nele sowie den immer hungrigen und durstigen Lamme Goedzak, der vom zweiten Buch an Ulenspiegel auf seinen Reisen durch die Niederlande begleitet. Bezeichnend für de Costers Veredelung des Helden zum Kämpfer gegen die politische und religiöse Unterdrückung des Volkes ist, dass Ulenspiegel auf seinen Wanderungen einen Beutel mit der  Asche seines Vaters, der wegen Häresie auf dem Scheiterhaufen verbrannt wurde, als Erinnerung und Mahnung um den Hals trägt.

## Inhalt

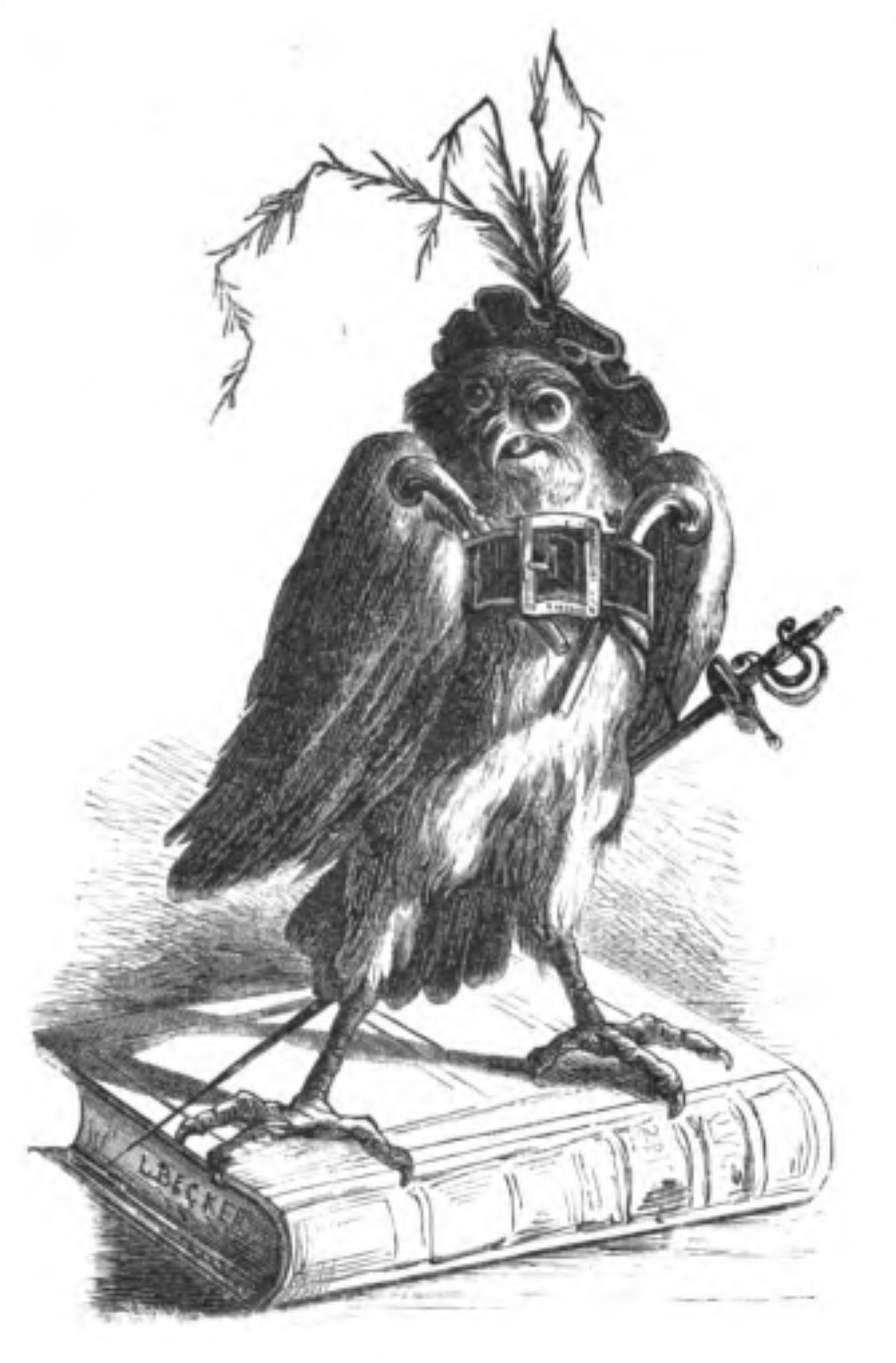
Die Eule Bubulus Bubb (Grafik von Leon Becker)

### Der Eule Vorwort
Die Eule Bubulus  Bubb beklagt sich über ihre Vernachlässigung in de Costers Werk sowie ihr schlechtes Image bei  den Künstlern, Verlegern und  „Dichtermännern“. Der Vogel Minervas auf Ulenspiegels Schulter verkörpere  die Weisheit und stelle das Gegengewicht zum im Spiegel symbolisierten Possenspiel dar. Oft werde die Eule als dämonischer und todbringender Nachtvogel dargestellt. Dabei treffe dies  besser auf die Menschen zu: „Wovon lebt Eure Politik, seit ihr die Welt regiert? Vom Abstechen und Gemorde.“ Anschließend kritisiert Bubulus den Autor wegen seiner einseitigen Parteinahme für die Geusen und die schlechte Beurteilung der Spanier: „Du Dichter, du Krakeeler, du haust besinnungslos um Dich auf alle los, die Du Henker Deines Vaterlandes nennst.“  Die Welt sei komplizierter als die Hauptfiguren des Romans, alles Dummköpfe und Narren. Viel mehr imponieren der Eule die Mönche und Volksverbrenner, die Inquisitionsspionin Gilline, der Werwolf-Fischhändler, der den Teufel spielende Edelmann. Diese entsprächen mehr ihrem intriganten, hinterlistigen, Verleumdungen spritzenden Charakter. Auch hätte Bubulus als taktierende bourgeoise Eule den Dichter zur Vorsicht ermahnt: Es wäre besser gewesen, Karl und Philipp in ihrer Gruft ruhen zu lassen, denn eine „wachsame Zensur“ werde nach Anspielungen auf die gegenwärtigen Machthaber suchen. Er hätte sich nicht auf das Wagnis einlassen sollen, die Betrüger der Welt zu provozieren und es durch seinen derben Stil mit den durch elegant polierte, „comme il faut“ geschriebene, sprachlich ausgelaugte Liebeshistörchen verwöhnten Leserinnen zu verderben.

### Erstes Buch

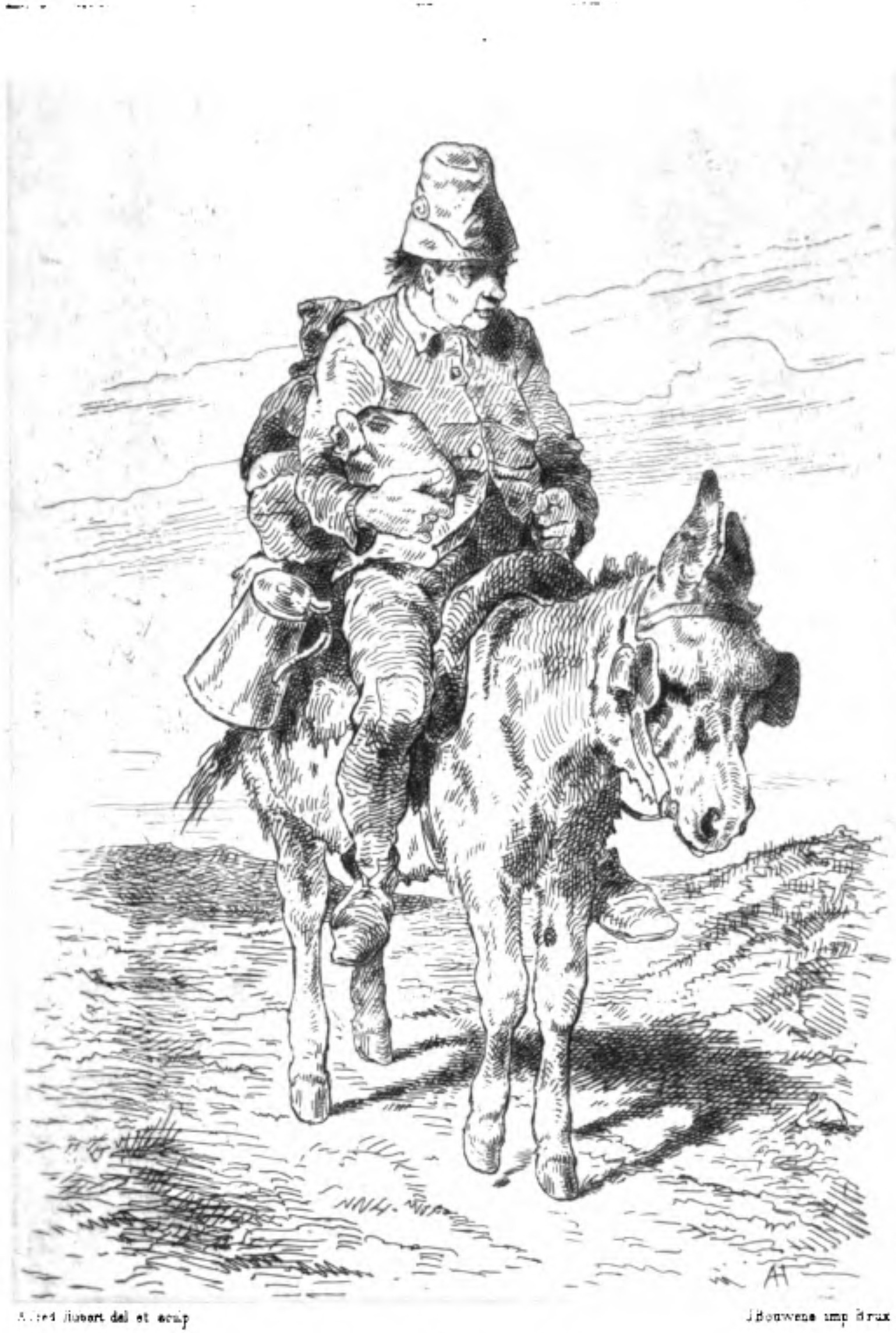
Claes und Thyl (Grafik von Alfred Hubert)

Thyl Ulenspiegel wird in Damme, Flandern, als Sohn des Holzkohlebrenners Claes und seiner Frau Soetkin geboren und am selben Tag wie Philipp von Spanien getauft (1527). Mit ihren seherischen Fähigkeiten weissagt die Hebamme Katheline die Lebenswege der beiden Jungen: Philipp werde als König ein Henker werden, Ulenspiegel dagegen unsterblich durch die Welt ziehen. Als Kind zeigt Thyl bereits das für ihn typische freche Verhalten gegen die Erwachsenen und spielt ihnen Streiche, z. B. indem er einer Gruppe Pilgern beim Ritt auf dem Esel seinen bloßen Hintern zeigt oder unter dem Vorwand, dem Publikum eine Seiltanznummer vorzuführen, die Schuhe der Zuschauer vom Seil in die Menge wirft und eine Prügelei auslöst. Von seinen Eltern wird er mehrmals bei verschiedenen Handwerkern in die Lehre gegeben, aber nach kurzer Zeit wieder entlassen, weil er sich dumm stellt, die Aufträge wörtlich nimmt und bewusst den Kontext oder Fachwörter missversteht. Viel lieber tritt er auf Jahrmärkten auf (I, 20, 39), narrt die Bienenstockdiebe und korrupte katholische Priester oder verbringt die Zeit mit Nele. Sie lieben sich, aber Nele ist traurig über seine Leichtlebigkeit und Sprunghaftigkeit (I, 31, 61, 65). Sie ist die von seinen Eltern als ihr Kind ausgegebene Tochter der unverheirateten Nachbarin Katheline, die bei der Taufe Thyls angeheitert zusammen mit dem Säugling in den Fluss gefallen ist und später als Teufelsbraut angeklagt, gefoltert und eingekerkert wird. Nach ihrer Freilassung kehrt sie körperlich behindert und geistig verwirrt in ihr Haus zurück und bildet sich ein, nachts von einem Dämon, ihrem geliebten „Hanske“, besucht zu werden (im 4. Buch erklärt Nele den Zusammenhang).

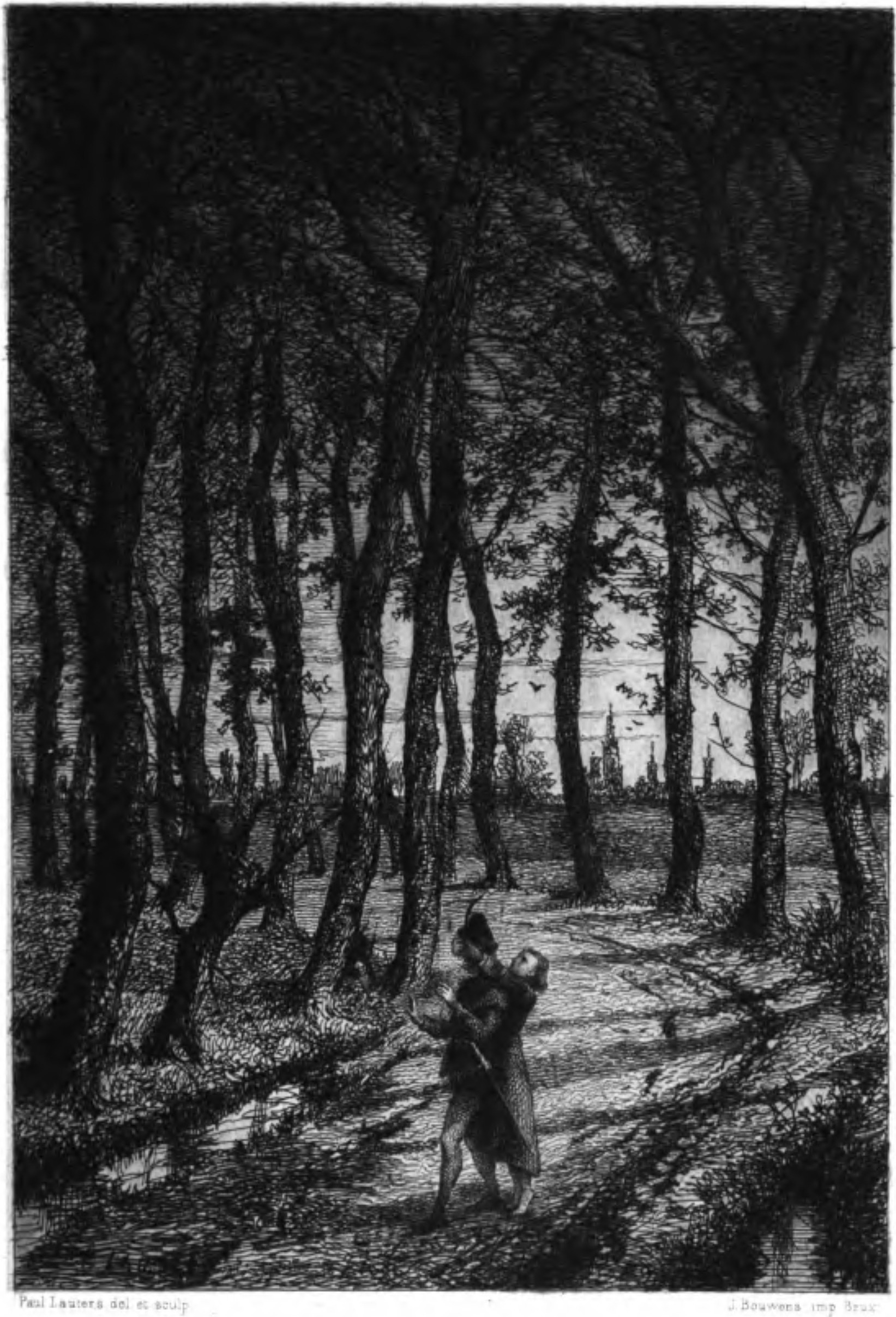
Thyl und Nele (Grafik von Paul Lauters)

Unterdessen leidet Flandern unter zunehmender Unterdrückung. Kaiser Karl V. ordnet an, die protestantische „Häresie“ auszurotten. Neben Hexenprozessen erleben Thyl und sein Vater auch die Geschäfte katholischer Geistlicher z. B. mit Wallfahrern oder Ablassbriefen, die Claes zu einem Papstkritiker und Anhänger der Reformierten werden lassen. Weil Ulenspiegel öffentlich gesagt hat, dass Totenmessen niemandem nützen, außer dem von den Angehörigen bezahlten Klerus, wird er zu drei Jahren Exil verurteilt und muss nach Rom pilgern, um vom Papst eine Begnadigung zu erbitten. Daraufhin wandert er durch die Niederlande und das Deutsche Reich nach Rom. Überall macht er mit den Menschen seine Späße. In Hamburg verkauft er Kaufleuten aus Pferdeäpfeln gefertigte „Pilgerbeeren“ mit angeblicher Wunderwirkung, in Bamberg isst er in einem Gasthof in missverständlicher Auslegung „um Geld“, d. h. er will noch vom Wirt die Zeche bezahlt haben. Einem Bäcker siebt er, nach dessen spaßiger Anweisung, das Mehl auf den vom Mondschein beleuchteten Boden. Seine Liebe zu Nele hindert ihn nicht daran, auf der Reise mit Frauen anzubändeln. Dadurch ergaunert er sich oft freie Unterkunft und Verpflegung. So schmeichelt er in Rom der Wirtin mit ihrer Schönheit und wettet mit ihr um hundert Gulden, dass der Papst mit ihm spreche. Dies gelingt ihm durch einen Trick. Weil er in der Messe dem am Altar stehenden Papst den Rücken zuwendet, wird er von diesem festgenommen und verhört. Thyl redet sich geschickt heraus und erhält auch die Lossprechung. Die Urkunde kostet viele Dukaten, doch bleibt von dem Wettgewinn das meiste für die  Rückreise übrig. Diese verläuft auf die gleiche Weise wie die Anreise. In Darmstadt soll er den Landgrafen und einige Hofleute porträtieren. Nach einem Monat guter Bewirtung hängt er im Schloss eine weiße Leinwand auf und testet die Gäste: Nur die von echtem Adel vermögen das Bild zu sehen. Allen gelingt es scheinbar, und sie würdigen das unsichtbare Gemälde. In Nürnberg vertreibt er die Kranken durch die Drohung, einer von ihnen sollte zu einer Wundermedizin verkocht werden,  angeblich geheilt aus dem Spital und erhält als erfolgreicher Arzt eine Belohnung. In Wien nimmt er wieder einmal den Auftrag eines Wagners wörtlich und trägt den Blasebalg hinter dem Meister her auf den Hof. Nach derselben Methode schneidet er bei einem Schuhmacher das Leder zu Stücken in Hufform für Tiere. Einer Wirtin täuscht er die Auferweckung ihres vermeintlich toten Hundes vor, erhält dafür Geld und isst umsonst.

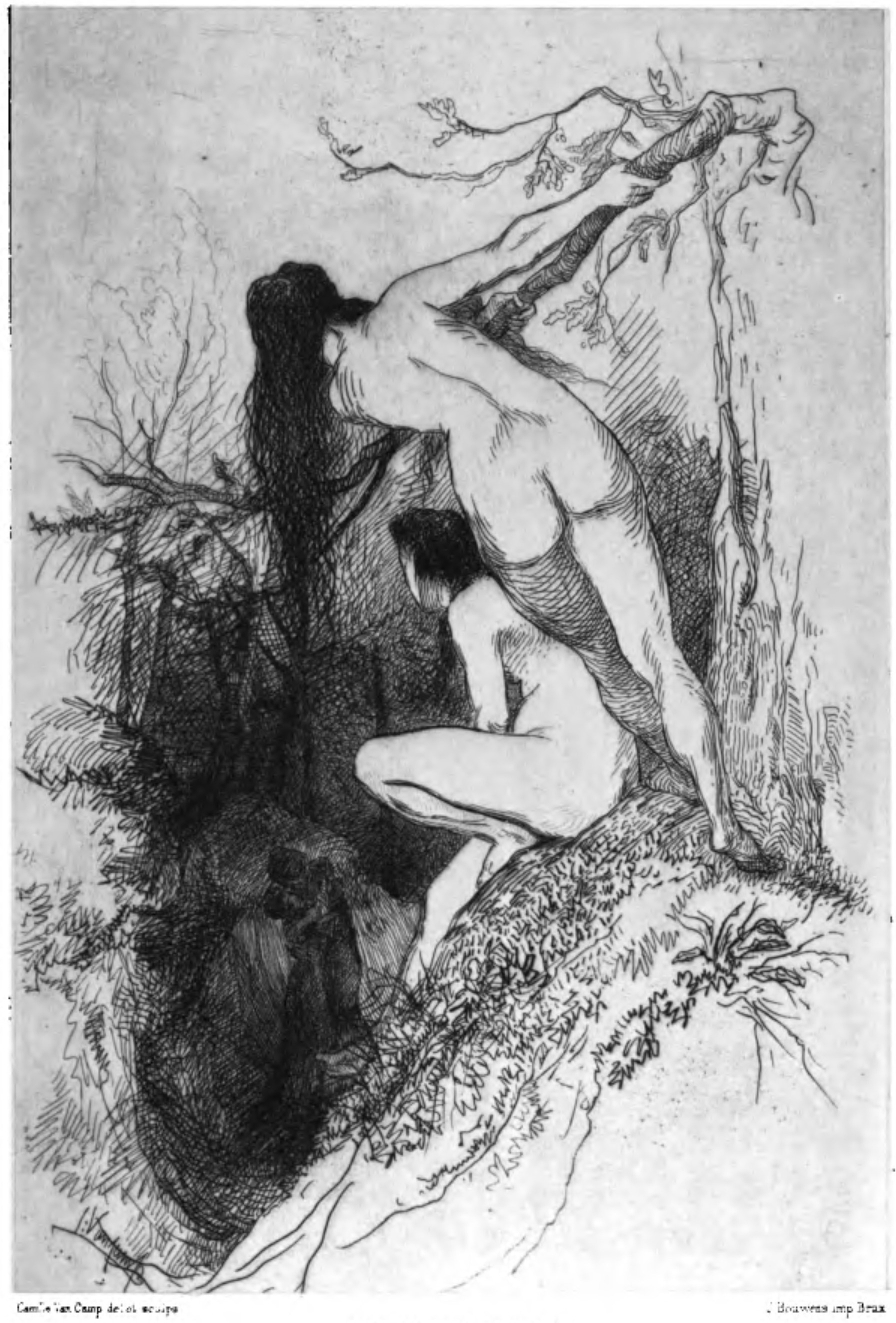
Neles und Thyls erotischer Traum in der Hochzeitsnacht (Grafik von Camile van Camp)

Nach der Rückkehr von seiner Reise nach Damme findet Thyl  seine Eltern in einer verzweifelten Lage. Sein Vater Claes ist  wegen seiner protestantischen Sympathien verhaftet worden, nachdem ihn der habgierige Fischhändler Jost Grypstuiver denunziert hat, mit  einem Protestanten gesprochen und diesen beherbergt zu haben. Für diese Anzeige und die Aussage vor dem Gericht steht ihm als Belohnung ein Teil des Eigentums seines Opfers zu. Im Inquisitionsprozess (I, 68-75) wird  Claes schuldig gesprochen. Er könnte durch einen Widerruf des Protestantismus einen schnellen Tod am Galgen sterben. Doch er bleibt standhaft und wird auf dem Scheiterhaufen verbrannt. Der Verkauf des Hausrats stellt den Fischhändler nicht zufrieden. Da der von Thyl rechtzeitig im Garten vergrabene Münzschatz nicht im Haus gefunden worden ist, fordert er das Verhör Ulenspiegels und seine Mutter Soetkin unter Folter (I, 76-78). Trotz schrecklicher Qualen verraten sie nichts und werden freigesprochen. Irgendjemand erfährt das Versteck und gräbt das Geld nachts aus (im 3. und 4. Buch wird der Fall aufgeklärt). Bald darauf stirbt Soetkin aus Kummer. Thyl sammelt die Herz-Asche seines Vaters und trägt sie in einem Beutel an seiner Brust.
Bevor er sich von Nele verabschiedet und Damme verlässt, um sich gegen die spanische Unterdrückung zu wehren, stößt er den Fischhändler in einen Kanal, doch dieser überlebt. Die drogenkundige Katheline mischt Thyl und Nele für ihre Hochzeitsnacht einen Zaubertrank zusammen, der erotische Halluzinationen auslöst. Sie fliegen durch surreale Landschaften und begegnen nackten Blumenmädchen, Märchen- und Sagengestalten. Luzifer, König des Frühlings verbindet sich mit einem himmlischen Frauenwesen und gibt Thyl den Auftrag: „Finde die Sieben und den Wundergurt“ (I, 85). Im zweiten Buch beginnt er mit der Suchwanderung, im letzten wird das Rätsel gelöst.
In die Ulenspiegel-Geschichte wird immer wieder der historische Hintergrund, die Spannung zwischen der Zentralregierung und der Provinz Flandern und die Versuche Karls V. und seines Sohnes Philipp II., die Forderungen nach Religionsfreiheit und politischer Unabhängigkeit durch Inquisition und militärischer Gewalt zu unterdrücken, eingeblendet und mit Erfindungen des Autors vermischt: teils durch eine Karl V./Philipp II.-Handlung, die mit der Thyls kontrastiert, teils durch Einbeziehung in die Thyl-Geschichte, die dadurch zeitlich datierbar ist: Die aufwändige Taufe Philipps II. (1527), die bösartigen sadistischen Streiche des introvertierten neunjährigen Philipp in Valladolid (I,18), die Einsamkeit des Infanten und sein Rückzug in dunkle Räume, seine sadistischen Tierquälereien (I,18, 22), die gestörte und verdrängte Sexualität des Fünfzehnjährigen gegenüber Frauen (I, 25) und sein mangelndes Mitgefühl seiner ersten Frau Maria von Portugal gegenüber: Zur gleichen Zeit, als sie nach der schweren Geburt ihres Sohnes Carlos im Sterben liegt (1545), schaut er sich mit seinem Hofstaat die Verbrennung eines von einem Mönch des Ikonoklasmus beschuldigten flämischen Bildhauers auf dem Scheiterhaufen an (I,30).

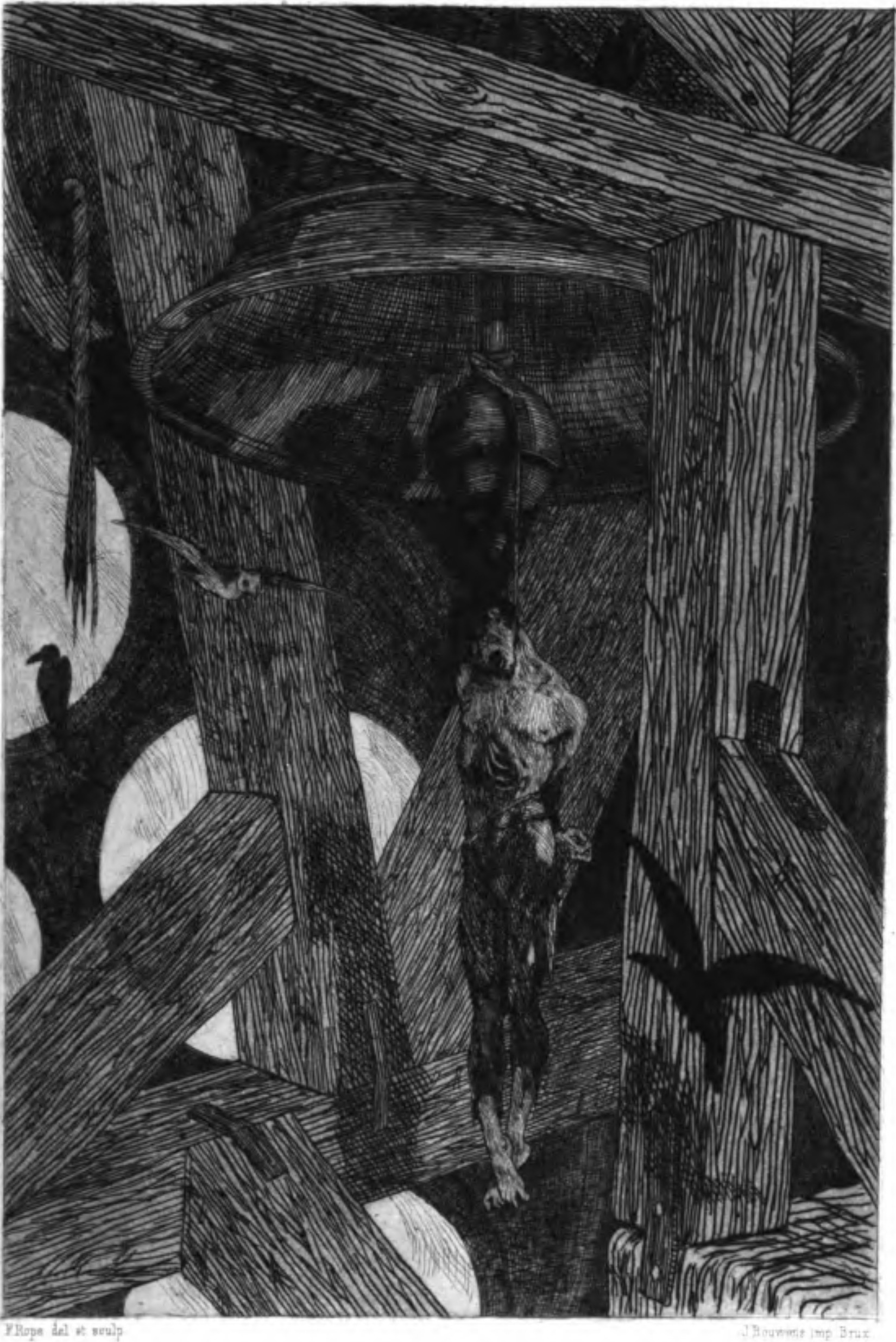
Im Roman lässt Karl in Gent einen Aufständischen an den Klöppel der Glocke Roelandt hängen (Grafik von Felicien Rops)

Weitere an die Historie angelehnte und frei gestaltete Szenen sind Karls Besetzung Gents 1539/40, wo er als Strafe die Sturm-Glocke Roelandt  entfernen ließ (I, 28), und Philipps Ehe mit seiner zweiten Frau, der englischen Königin Maria Tudor (1554). Sie versuchen einen Thronfolger zu zeugen und machen sich wegen der ausbleibenden Schwangerschaft gegenseitig Vorwürfe (I, 45, 52). Im Roman kommt es auch zu Begegnungen Thyls mit den historischen Personen: Als der 29-jährige Philipp 1556 Antwerpen besucht, soll der als Spaßvogel bekannte Ulenspiegel bei einem Fest den hohen Gast zum Lachen bringen. Er gibt bekannt, von seinem Seil aus wie ein Vogel zu fliegen, und verspottet dann die Zuschauer, einem Narren solchen Unsinn zu glauben. Viele lachen, nur Philipp nicht. Die Ulenspiegelgeschichte vom Turmbläser, der aus Rache für schlechte Behandlung seine Aufträge falsch ausführt wird nach Audenaerde verlegt. Thyl gibt nicht das Trompetensignal für die Ankunft des Kaisers Karl V., dieser muss lange vor dem verschlossenen Tor warten. Der Turmbläser wird deshalb zum Tode verurteilt, darf sich jedoch durch eine unerfüllbare Bitte freisprechen lassen. Thyl gelingt dies zur Erheiterung des Kaisers mit der Forderung nach einem Kuss auf seinen Hintern (I, 42).
In zwei düsteren Visionen Neles und Kathelines tauchen Karl und Philipp auf. In einem Gespräch über die unterschiedlichen Strategien des Machterhalts, mit der Inquisition in Spanien und in der Tolerierung des Protestantismus in Deutschland, wird Karl als Heuchler entlarvt (I, 58). Vor dem jüngsten Gericht verurteilt Jesus Karl zum Erleiden aller Folterqualen, die seine Opfer erlitten haben, Claes dagegen wird in den Himmel aufgenommen (I, 79).

### Zweites Buch
Vom zweiten Buch an orientiert sich die Handlung an den historischen Ereignissen des Achtzigjährigen Krieges: z. B. die Übergabe der Bittschrift des niederländischen Adels an die Statthalterin, Herzogin Margarethe von Parma, in Brüssel 1566 mit der Forderung, die Ketzerprozesse auszusetzen und die religiösen Konflikte zu beenden (II, 6), und andererseits, nach der erfolglosen diplomatischen Aktion, die Beratung der Adligen über ihre Haltung dem militärische Vorgehen des Königs gegenüber. Ulenspiegel belauscht, in einem Kamin versteckt, die Beratung Wilhelms von Oranien mit seinem Bruder Ludwig von Nassau,  Graf Egmont, Graf Hoorn u. a. in Dendermonde. Anschließend informiert er den Führer der Verschwörung Praet über die kontroverse Diskussion (II, 20). Thyl wird auch persönlich aktiv und appelliert an den Geusen-Führer Brederode (II, 7) und an Graf Egmont (II, 16), gegen die anrückenden spanischen Truppen zu kämpfen.
In der Haupthandlung reitet Ulenspiegel mit der Asche seines Vaters in einem Beutel auf der Brust auf einem Esel durch die Niederlande. Begleitet wird er vom aus einigen Sauf- und Fressorgien des ersten Buches (I, 43, 56) her bekannten dicken Lamme Goedzak, der seine junge Frau sucht  und sich dabei einen Kummerspeck zulegt. Thyl setzt einerseits sein Narrenleben aus dem ersten Buch fort, trinkt und isst viel mit Lamme und streitet sich mit den Wirten um die Bezahlung der Zeche. Er macht mit den Leuten seine Späße, gefällt durch seine attraktive jugendliche Erscheinung, sein keckes Auftreten, seine frivolen Schmeicheleien und Schlagfertigkeit den Frauen, die ihn gern als Gelegenheitsgeliebten bei sich aufnehmen und bewirten, während Nele zu Hause treu auf ihn wartet und ihre Bewerber zurückweist.

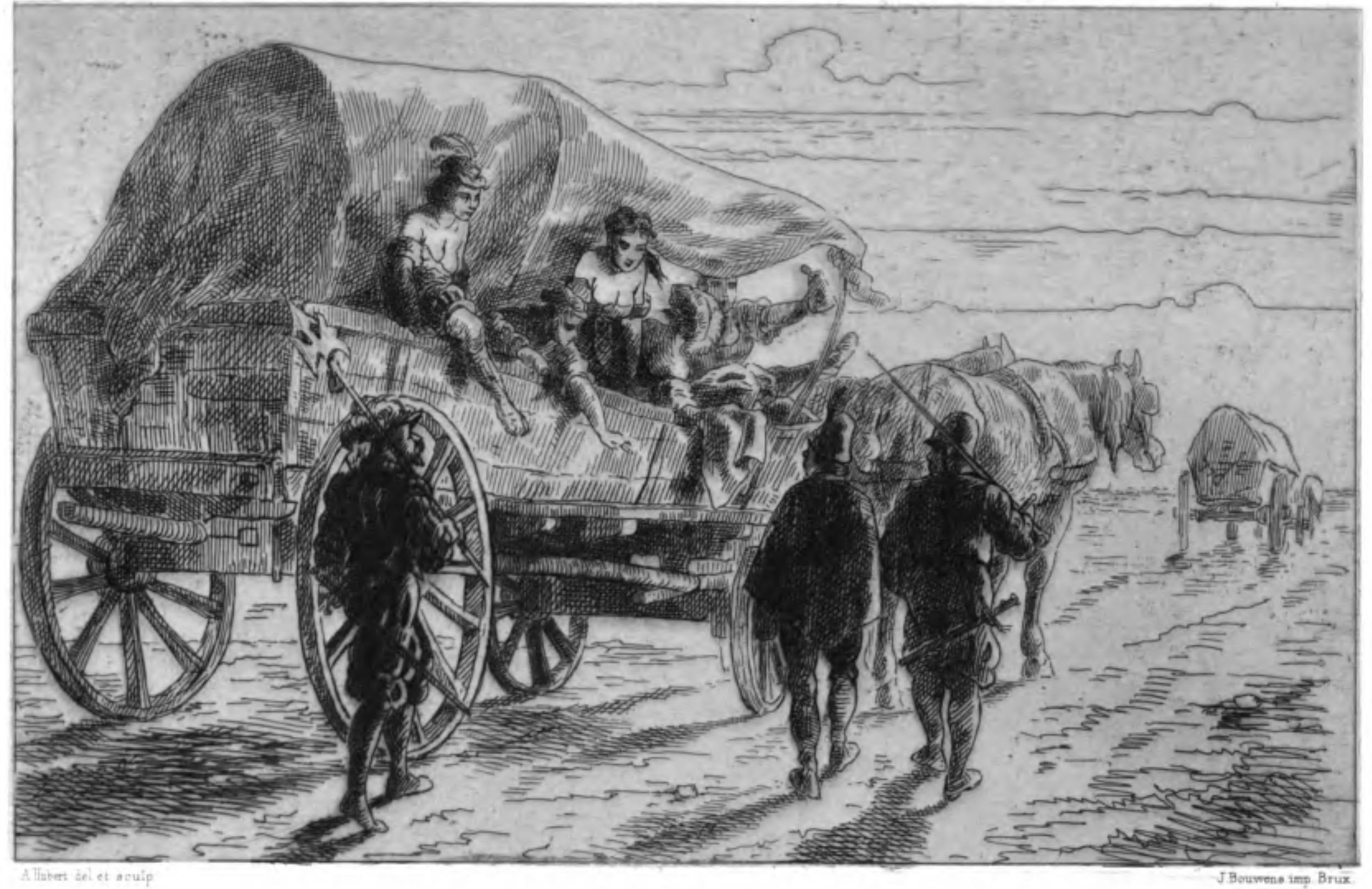
Wagen der Soldatendirnen begleiten die Truppen (Grafik von Alfred Hubert)

Andererseits verbindet Ulenspiegel seine listigen Schelmereien mit seinen Aktivitäten für Wilhelm von Oranien und gegen die spanischen Besatzungstruppen und die Inquisition. Er vernetzt die Autonomie- und Protestantismus-Bewegungen um den Drucker Simon Praet und Doktor Agileus mit dem flämischen  Adel und den Menschen auf den Marktplätzen, um sie für die Rebellion gegen den König zu gewinnen (II, 6). Die Stimmung im Land ist aufgeheizt: Predigermönche beschimpfen die Kalvinisten und Lutheraner (II, 11). Bezahlte Hetzer stürmen 1566 mit unzufriedenen Horden die Kirchen und zerstören die Altarbilder und Statuen. (II, 15). Ulenspiegel und Lamme streifen im Land herum und belauschen in den Gasthäusern und auf den Märkten die Gespräche über die Truppenbewegungen der Spanier. So erfährt Ulenspiegel durch eine Liebelei mit der Frau des kaisertreuen Grafen Meghem vom Plan ihres Mannes, Soldaten in die Stadt Herzogenbusch einrücken zu lassen. In ein Pilgergewand verkleidet mischt sich Thyl unter die anrückenden Truppen mit den Dirnenwagen, wird von den Mädchen spöttisch umworben und gibt vor, den flämischen Söldnern die heiligen Mysterien zu verkünden. In einer Predigtparodie hält er von einem Baum aus jedoch eine Ansprache über die leiblichen Genüsse des Essens und Trinkens. Dem misstrauisch gewordenen Hauptmann von Lamotte entkommt er durch eine List, eilt nach Herzogenbusch, und die Stadt kann sich noch rechtzeitig zur Verteidigung vorbereiten (II, 18).

### Drittes Buch

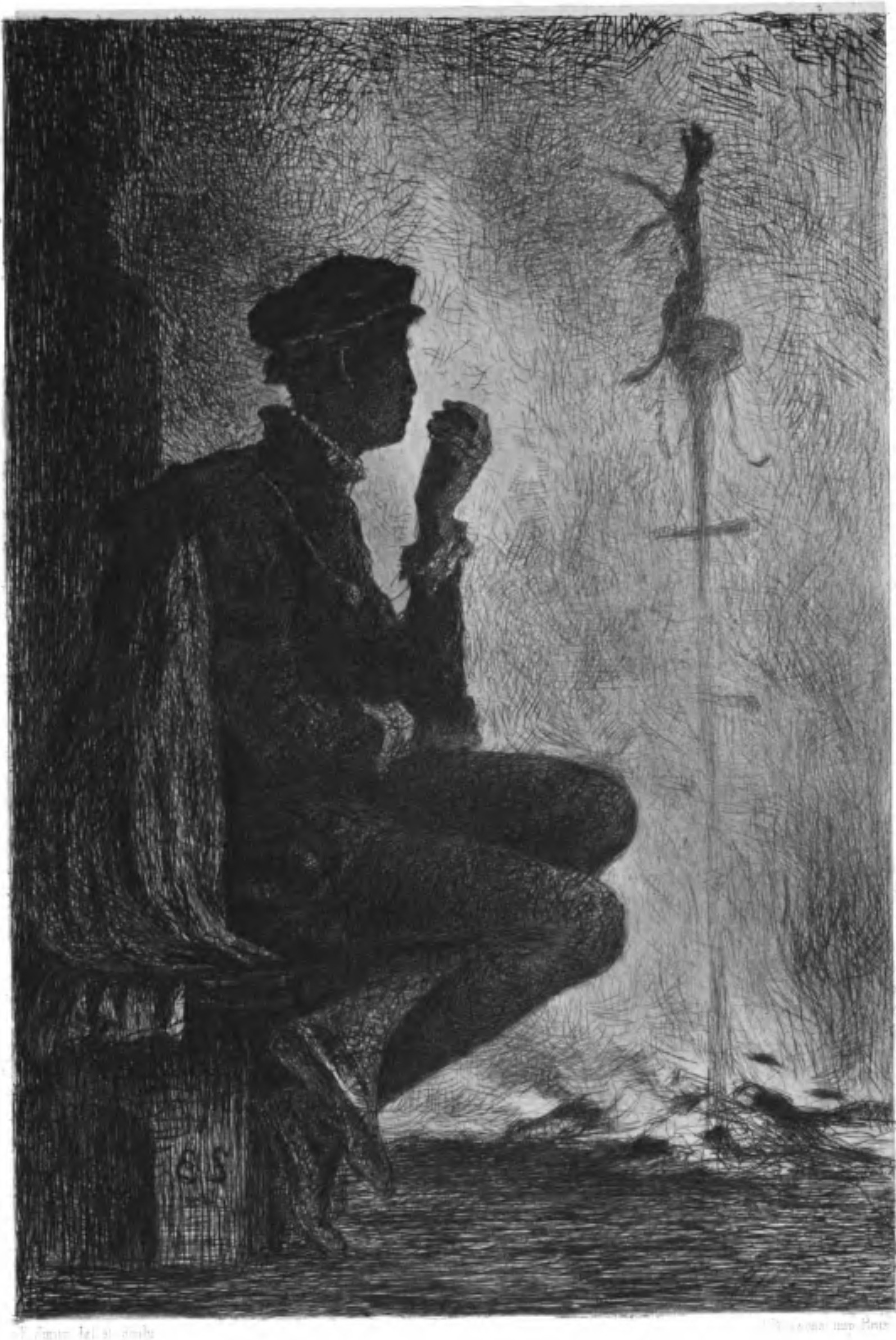
Philipp verbrennt ein Kätzchen (Grafik von Eugène Smits)

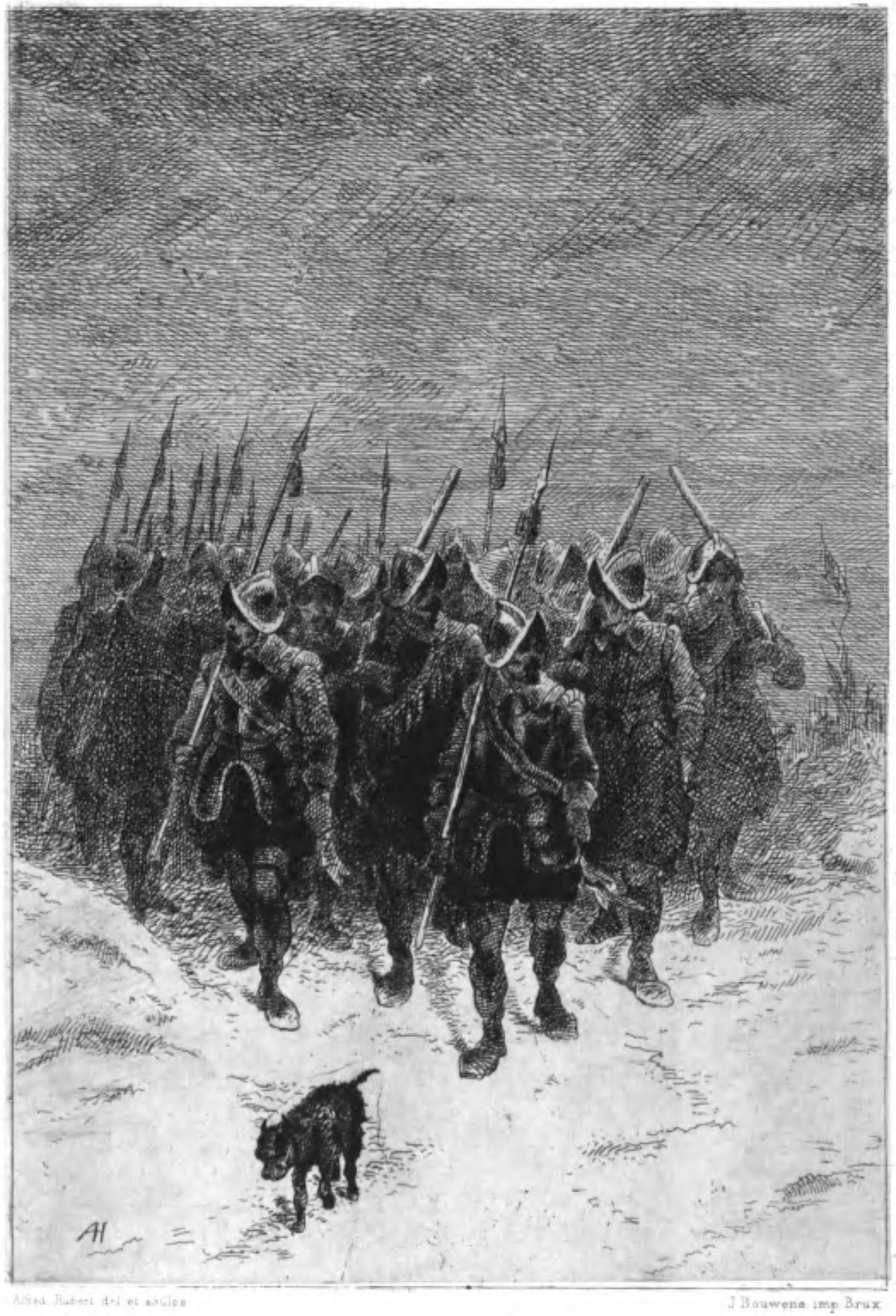
Truppe im Schnee (Grafik von Alfred Hubert)

In diesem Buch ist die Thyl-Handlung wiederum mit historischen Ereignissen und Philipp-Aktionen verzahnt: z. B. mit der Tierquälerei des Königs und, in Anspielung auf die Babington-Verschwörung 1586, mit dem geplanten Anschlag Philipps II. zusammen mit der katholischen Liga gegen die englische Königin Elisabeth I. (III, 41).
Das  dritte Buch beginnt mit dem Vormarsch des 1567 zum Statthalter der spanischen Niederlande ernannten  Herzogs Alba auf Brüssel und der Bestrafung der Bilderstürmer und reformierter Adliger, die des Verrats am König beschuldigt werden. Auf dem Roßmarkt sieht Ulenspiegel, als Holzhacker verkleidet, 1568 die Enthauptung Egmonts und Hoorns, die leichtgläubig Albas Versprechen, ihnen zu verzeihen, geglaubt und sich ihm ausgeliefert haben (III, 7 u. 8).
In der Haupthandlung setzt Ulenspiegel seine Agitationsreise durch die Niederlande fort, begleitet von dem weiterhin seine Frau suchenden Lamme. Thyl beobachtet die Vormärsche der Spanier, weist sich bei den Sympathisanten der Geusen durch einen Lerchentriller aus, der durch einen Hahnenschrei beantwortet werden muss, und überbringt deren Nachrichten, bekämpft Häscher, bringt Attentäter vor ihrem Anschlag auf den Prinzen um. Er spinnt aufrührerische Fäden im Untergrund, hilft in Lokeren dem Schmied Wasteele bei der Waffenherstellung und organisiert deren Transport an die Geusen, er wirbt Soldaten für Wilhelm von Oranien, den „Schweiger“ an und ruft mit dem Kampflied „Slaet op den trommele“ zum Widerstand auf. Er tritt als Rächer auf und bestraft mit einem Gespensterauftritt den Profos Spelle, der den unschuldigen Michielkin der Ketzerei beschuldigte und  folterte, um ihn zu erpressen (III, 33). Er verspottet die katholischen Geistlichen, die sich durch Ausnutzung der Wundergläubigkeit der Pilger bereichern und überlistet sie. Z. B. nimmt er in Ypern bei einem Probst eine Küsterstelle an, räumt heimlich dessen gefüllte Vorratskammern aus, bedient sich selbst reichlich und verteilt die anderen Nahrungsmittel an Arme und Freudenmädchen in der Ketel-Staet, die sich bei ihm mit ihren Diensten für die Wohltaten bedanken (III, 6). Vor der Stadt Bouillon spielt er buckligen Pilgern eine Komödie vor, er sei wegen seiner Lästerungen über den heiligen Remaklius mit einem Buckel bestraft und anschließend durch seine Reue wieder davon befreit worden.
Der Dechant durchschaut seine List, will sie für sich nutzen und spielt den Betrug mit. Anschließend bittet er die Pilger wegen des erlebten Wunders um eine Kollekte. Ulenspiegel kann jedoch den größten Teil unterschlagen und ihn Wilhelm von Oranien zur Aufrüstung seiner immer stärker werdenden Truppe bringen (III, 10). Doch Herzog Alba weicht ihm mit seiner Armee aus und sucht die Reformierten durch Falschmeldungen zu spalten. Ulenspiegel reagiert darauf und tötet zwei Spanier, die das Gerücht verbreiten, Wilhelm verhandele mit dem Feind. Dann wird er selbst Soldat, verspottet einen großspurigen deutschen Söldner durch ein närrisches Duell, besiegt als Zugführer einer Kompanie der Arkebusiere acht spanische Fähnlein und drei Schwadronen und tötet den Befehlshaber Don Ruffele Henricis, den Sohn des Herzogs (III, 15). Er reist mit gefälschten Pässen durch die Reihen der Gegner und spioniert sie aus.
Unterbrochen werden die gefährlichen Abenteuer zusammen mit dem ständig jammernden Lamme immer wieder durch burleske Wirtshaus- und Dirnenszenen mit derben Späßen, deftigen Mahlzeiten und Besäufnis, z. B. bei einem possenhaften Besuch in einem Bordell im Scheldeviertel  in Antwerpen, wo die geschäftstüchtigen „Lustdirnen“ den seiner weggelaufenen Frau im Prinzip treu ergebenen Lamme hart bedrängen und verführen (III, 28), oder im „Regenbogen“. Dort bringt er die für die Spanier spionierende Prostituierte Gilline, einige Häscher des Herzogs und die mit ihnen kollaborierende Wirtin Stevenyne dazu, die Seiten zu wechseln, indem er sie dafür bezahlt, jetzt dem Prinzen zuzuarbeiten (III, 34). Lamme ist in allen Szenen das ängstliche, komische Pedant zum draufgängerischen und bei den Freudenmädchen beliebten Thyl. So lässt der Maas-Schiffer „Stercke Pier“, der für die „Gös“ Waffen schmuggelt (III, 27), in einer von ihm provozierten Prügelei Lamme gewinnen, trinkt dann mit ihm auf seinen Sieg und stärkt damit dessen Selbstwertgefühl als Kämpfernatur. Bei einem dieser üppigen Gelage bringen sie den betrunkenen Wirt zum Plaudern, erfahren vom geplanten Attentat auf den Oranier, locken drei als  Prädikanten verkleidete Verschwörer in einen Hinterhalt und erschießen sie. Ein andermal verkleidet Thyl eine Gruppe als Hochzeitszug (III, 23) und bringt so durch die Reihen der Spanier Waffen in die belagerte Stadt Maastricht (III, 23).

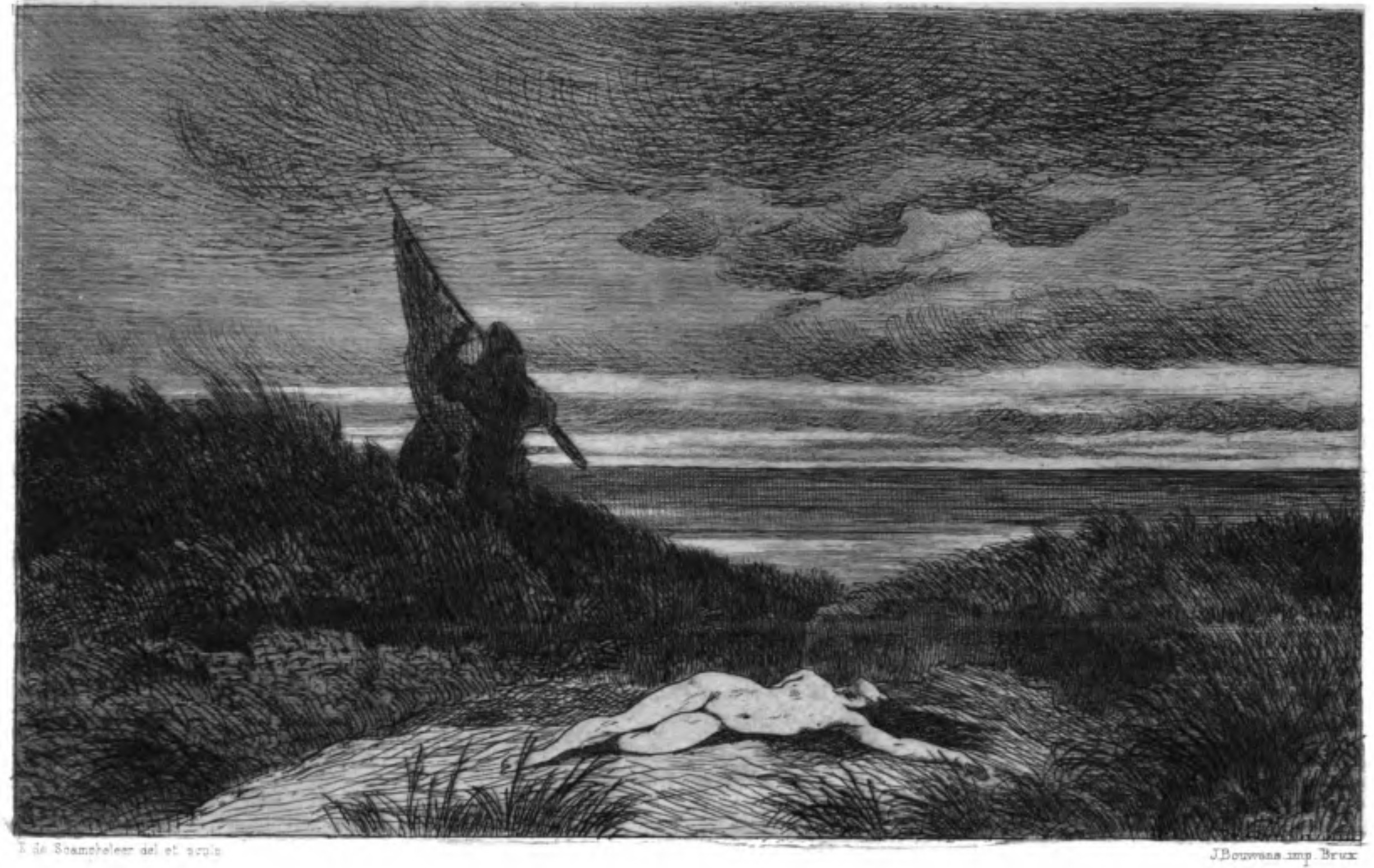
Die fünfzehnjährige Betkin ist das letzte „Werwolf“-Opfer (Grafik von Edmond de Schampheleer)

Am Ende des dritten Buches kehren die beiden nach Damme zurück. Nele erzählt Lamme, dass seine Frau als Katholikin in Brügge ein Leben in frommer Andacht führt und die leiblichen Genüssen ihres Mannes ablehnen muss. In der zurückliegenden Handlung hat sie immer wieder ihren Mann durch die Fensterscheiben der Wirtshäuser beobachtet und dann unbemerkt von ihm seine Zeche bezahlt. Seit einiger Zeit sind in Damme Mädchen und wohlhabende Bürger tot mit Wolfsbisswunden gefunden worden. Die abergläubische Dorfbevölkerung glaubt an Werwölfe und die geistergläubige, verwirrte Katheline verbindet solche Wolfs-Phantasien mit den nächtlichen Besuchen ihres „Hanske“ (III, 37). Nach seiner Ankunft klärt Ulenspiegel gleich den ersten Fall auf (III; 43-44) und Nele bald darauf den zweiten. Thyl legt nachts ein Fangeisen aus, und der in ein Wolfsfell gekleidete Serientäter tritt hinein. Es ist der Fischhändler und Waffelbäcker Jost Grypstuiver. Im Verhör gibt er die Taten ohne ein Schuldgefühl zu, denn er sei schon als Kind  von den anderen gehänselt und aus der Gemeinschaft ausgeschlossen worden. Dadurch hat er einen Hass gegen die beliebten Eltern Thyls und gegen alle Menschen entwickelt und sich durch seine Wolfsattacken, mit in sein Waffeleisen eingeschraubten langen Eisenzähnen als Gebiss, gerächt. Die Bevölkerung fordert eine harte Strafe und er wird auf dem Scheiterhaufen verbrannt.

### Viertes Buch

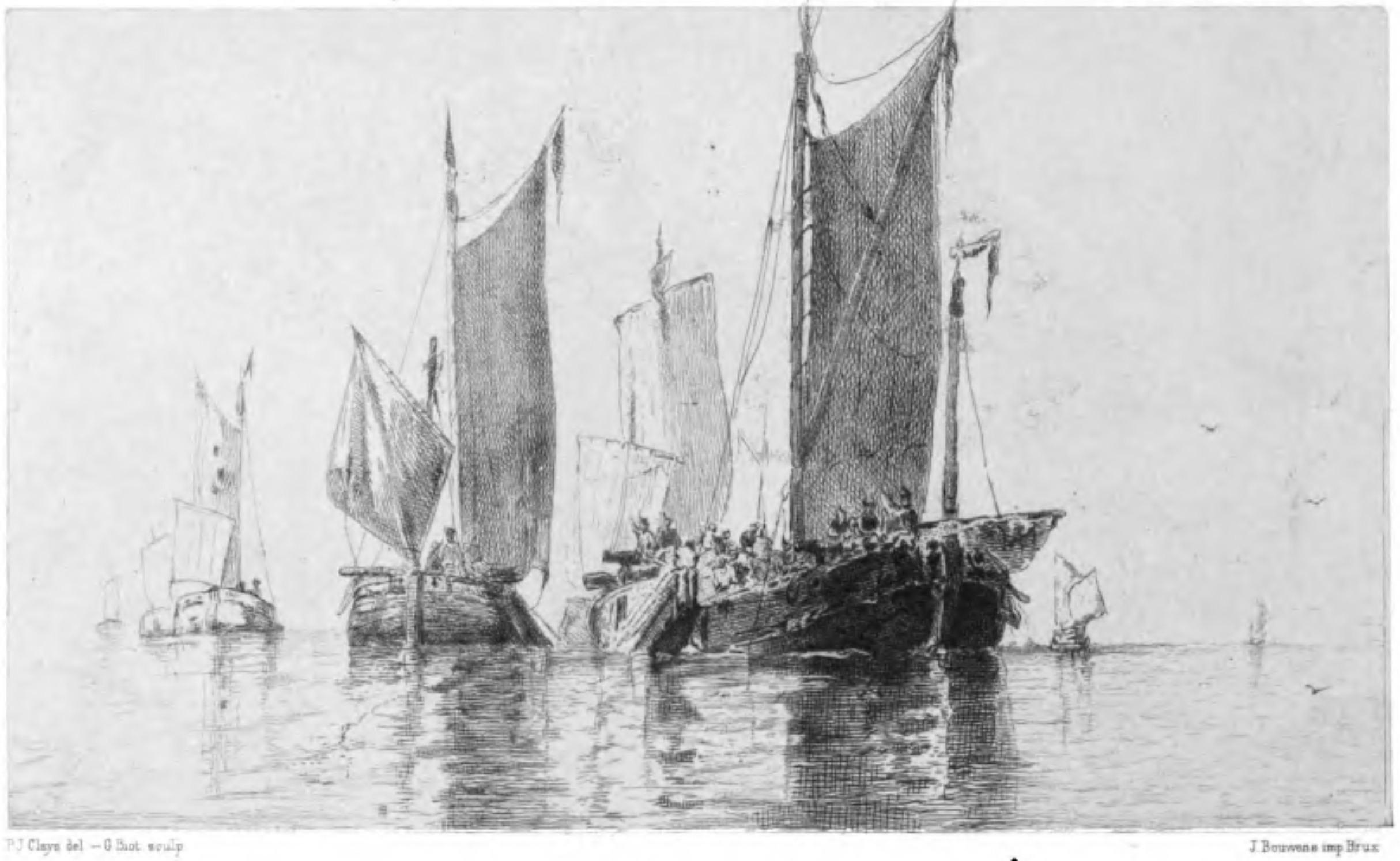
Die Wassergeusen (Grafik von Paul Jan Clays)

Der Niederländische Freiheitskampf geht weiter. Nachdem der Aufstand an Land durch Alba unterdrückt wurde und dieser dem Land hohe Steuern auferlegt hat, schließen sich Ulenspiegel und seine Gefährten der Rebellenflotte der Wassergeusen an und kämpfen auf dem Mee: Sie kapern spanische Schiffe, verwenden die Beute für ihre Aufrüstung und erobern Hafenstädte der Provinzen Zeeland und Holland vom Meer aus. Historischer Bezug ist die Eroberung La Brieles, Gorkums,  Vlissingens und der Provinzen Zeeland und Holland 1572, als deren Statthalter Wilhelm I. von Oranien gewählt wird, sowie die Schlacht bei Vlissingen 1573, als eine niederländische Flotte ein Kanonenbombardement der Stadt durch die spanische Armada verhindert kann.
Während Ulenspiegel auf See gegen die spanische Herrschaft und die Inquisition kämpft, wird in Damme Kathelines Liebesgeschichte mit ihrem „Hanske“, die man für die Träume einer Wahnsinnigen hielt, von Nele aufgeklärt (IV, 3-6). Ihr nächtlicher Liebhaber und Neles Vater ist der Adlige Joost Damman. Er hat die für Geistererscheinungen empfängliche Katheline bei seinen als schöner Dämon geschminkten Auftritten mit in den Wein gemischten Drogen hörig gemacht, sie ausgenutzt und das Versteck von Claesens 700 Karolen erfahren und diese ausgegraben. Seinen Freund Hilbert Ryvish, den Katheline auf seinen Rat mit Nele verheiraten wollte (I, 80), erstach er nachts im Streit um ein Mädchen aus Heyst. Katheline wurde Zeugin des, wie sie meinte, satanischen Vorfalles. Nele nutzt Kathelines geistige Verwirrung und bewegt sie dazu, angeblich auf den Befehl von „Hanske“, das Gericht an die Stelle zu führen, wo die Leiche des Mädchens vergraben ist. Joost gesteht die Tat und wird wegen Mord und Hexerei angeklagt, ebenso Katheline wegen ihres Glaubens an Zauberei. Katheline besteht zwar den Gottesbeweis im Kanal, sie geht unter und wird deshalb nicht als Hexe angeklagt, sie stirbt aber bald darauf an den Folgen der Unterkühlung.

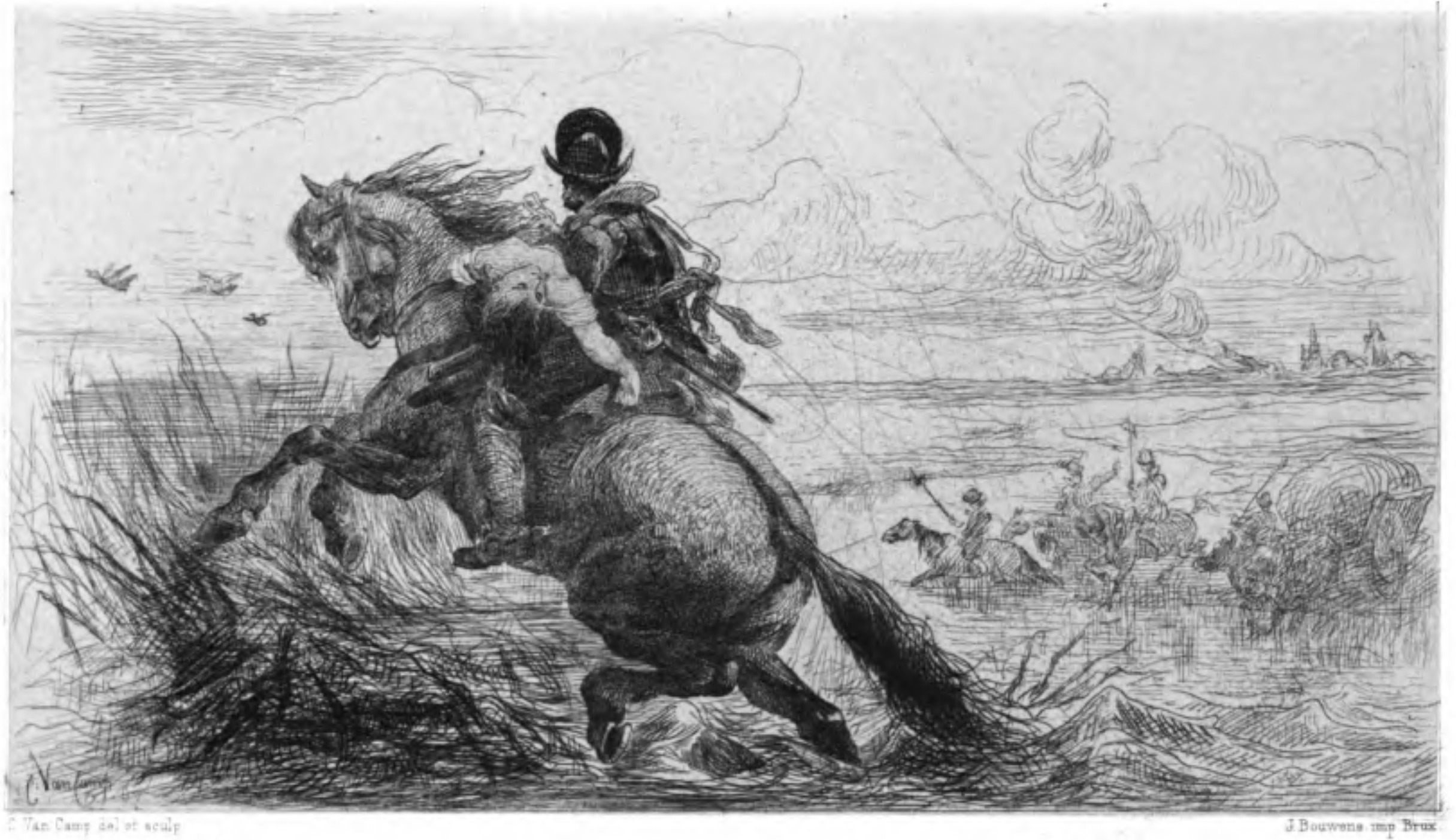
Plündernde Soldaten (Grafik von Camille van Camp)

Nach der Eroberung Gorkums, an der Ulenspiegel und Lamme unter dem Befehl des Kapitäns Marin teilnahmen, erhalten die in die Zitadelle eingeschlossenen Bürger und Soldaten, darunter auch dreizehn Mönche, freien Abzug zugesichert, doch auf Befehl des Admirals der Wassergeusen, des  Herrn de Lumey de la Marck werden sie gefangen genommen und in Briele gehängt. Ulenspiegel setzt sich vor dem Admiral für die Mönche ein, beruft sich auf das Soldatenwort als „goldenes Wort“ und auf die Anordnung Wilhelms von Oranien, die Gewissens- und Religionsfreiheit zu beachten und unschuldige Priester und Ordensleute zu schonen. Doch de Lumey ist über die Aufmüpfigkeit Thyls („Ich lecke den Großen nicht die Schuh“) wütend und verurteilt ihn zum Tod durch Erhängen. Nele rettet ihm das Leben, indem sie einen alten Brauch der Stadt nutzt, dass eine Jungfer einen Verurteilten vorm Strick retten kann, wenn sie ihn unterm Galgen zum Mann nimmt. Sie heiraten und kämpfen gemeinsam, in ewiger Jugend, ohne zu altern, mit den Wassergeusen auf der Huker „La Briele“ des Kapitäns Très-Long  als „Rächer des Flandrerlandes“: Thyl mit dem Schwert, Nele als Pfeifer der Freiheit (IV, 8). Sie feuern die Seeleute mit Kampfliedern gegen Spanier und Inquisitoren an. Nach der Ersetzung des in Fragen der Religionsfreiheit unbarmherzigen Lumey durch Bouwen Ewoutsen Worst als Admiral wird Ulenspiegel Kapitän der „La Briele“. Lamme ist schon vorher zum Schiffskoch und damit zum Herrscher seines kulinarischen Freudenreiches ernannt worden. Die Nahrungsmittel requirieren sie bei Bauern, die Sympathisanten der Geusen an die Spanier verraten haben (IV, 17). Während der Belagerung Vlissingens nehmen Nel und Thyl ein Traumpulver ein und haben eine apokalyptische Vision von einem grausamen Kampf des Todes und sieben Gespenster, die in einem roten Schiff über die Menschen hinwegfahren, während die „sieben Sternengekrönten“ um „Gnade für die arme Welt“ bitten (IV, 11).

### Fünftes Buch
Die Handlung spielt in der historischen Einordnung nach dem Auseinanderbrechen des Bundes der Siebzehn Provinzen: 1579 schließen sich einige südliche, überwiegend französischsprachige Provinzen zur katholischen Union von Arras zusammen, die unter der spanischen Herrschaft verbleibt, während die nördlichen Provinzen mit überwiegend calvinistischer Bevölkerung die Utrechter Union bilden, weiterhin gegen Spanien opponierten und 1581 sich zur Republik der Sieben Vereinigten Niederlande  erklärten.

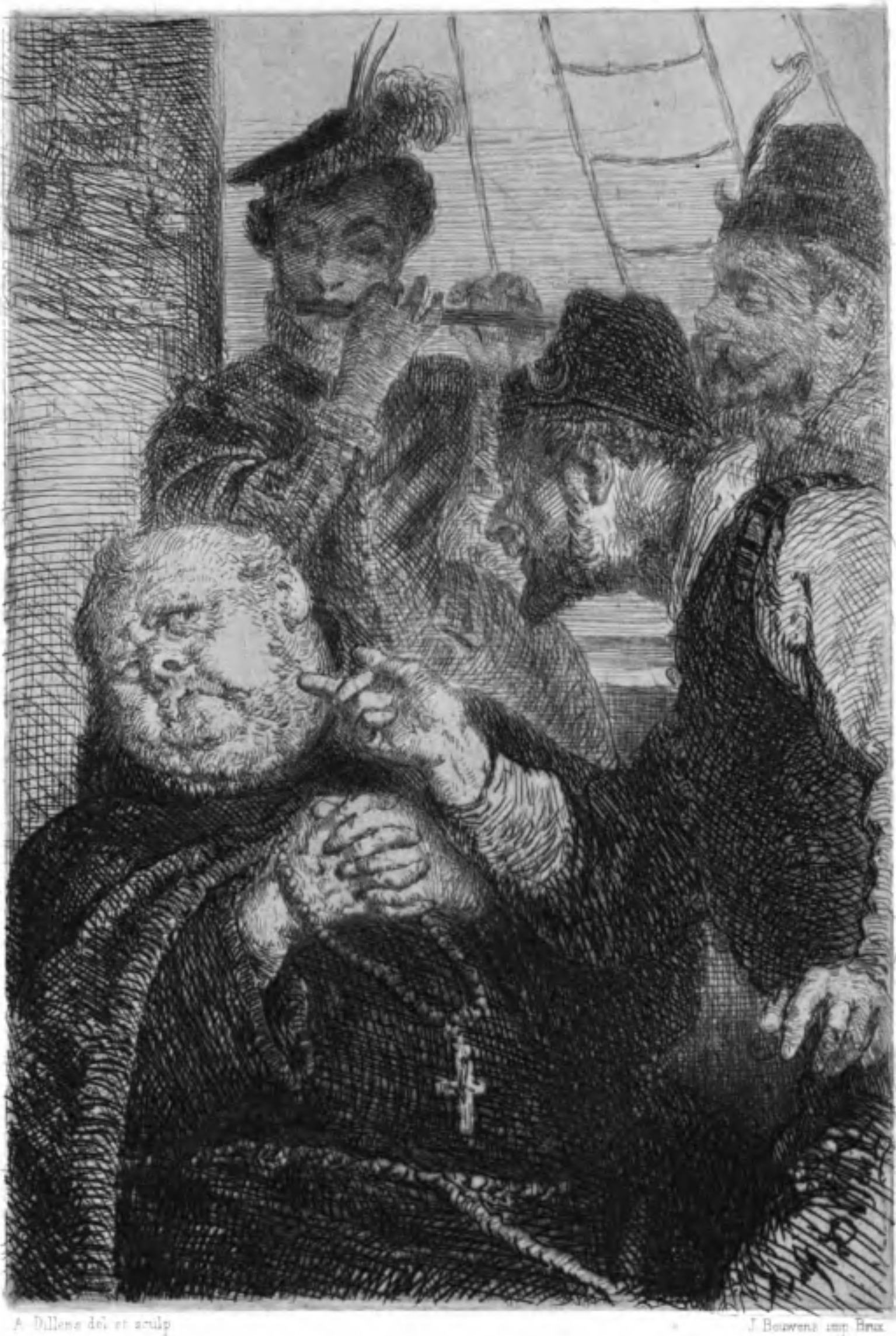
Thyl, Nele und Lamme verspotten den gefangenen Mönch Broer Cornelis (Grafik von Adolf Dillens)

Das fünfte Buch beginnt mit kontroversen Stimmen über die Spannungen zwischen den Provinzen und zeigt dann die konfessionelle Feindschaft auf Ulenspiegels Schiff in der Hasspredigt eines gefangenen Mönchs und in seiner Verhöhnung durch die Geusen sowie in ihrer Forderung seiner Hinrichtung (V, 3). Aus dieser Situation heraus klärt sich die private Situation Lammes und seiner Frau Calleken Huybrecht (V, 7). Sie geriet zusammen mit anderen Mädchen und Frauen unter den Einfluss des Mönchs Broer Cornelis Adriaensen, der ihnen versprach, durch Trennung von ihren Männern und sexueller Enthaltsamkeit die ewige Glückseligkeit zu erreichen. Um ihre Sünden abzubüßen wurden sie von ihm über ihr Vorleben befragt und nackt ausgepeitscht. Calleken hat jedoch das Gebot der Trennung nicht eingehalten und immer wieder Lamme unbemerkt beobachtet. Jetzt stellt sich heraus, dass der gefangene und zu einem Fettklotz mit Aussicht auf einen Schlagfluss gemästete Mönch dieser Broer Cornelis ist. Calleken, von ihrem Irrtum geheilt, kehrt zu ihrem Mann zurück. Die beiden verabschieden sich von Thyl, Nele und den Geusen und fahren nach Vlissingen, wo sie wieder mit irdischen Genüssen ehelich zusammenleben wollen.
Am Ende des Romans schauen Thyl und Nele, Flanderns Geist und Liebe, von einem Turm aus auf die Schlachtfelder und halten Ausschau nach spanischen Angriffen auf die Generalstaaten. Durch Lenes Zauberbalsam haben die beiden eine endzeitliche Vision, in der die alten sieben Todsünden verbrannt und durch sieben neue Tugenden ersetzt werden: Aus Hochmut wird Gesinnungsadel, aus Habgier Sparsamkeit, aus Zorn Lebhaftigkeit, aus Fresssucht Esslust, aus Neid Wetteifer, aus Faulheit Verträumtheit der Dichter und Weisen, aus Unzucht Liebe. Auch das Rätsel des Zaubergurts wird gelöst: Es ist das Bundesband, die Freundschaft zwischen Belgien und den Niederlanden. Thyl erwacht zuerst nicht aus dem Traumbild und wird von einem katholischen Priester, der erfreut „Der große Gös, ist tot, der Herr sei gelobt!“ ausruft, schnell unter die Erde gebracht. Doch der schüttelt den Sand von sich: „Inquisitor, du bringst mich einen Schlafenden, lebendigen Leibs unter die Erde! […] Wer begräbt der Urmutter Flandern Geist, wer Nele, ihr heißes Herz? Schlafen kann auch sie, doch sterben – nein und nein!“ Der Priester flieht in Panik: „Der große Gös kehrt in die Welt zurück. Herrgott, nimm zu dir meine Seele!“. Ulenspiegel zieht mit Nele weiter und singt ein sechstes Lied. „Doch wo er das letzte gesungen, keiner weiß es.“

## Rezeption
Charles de Costers „Ulenspiegel“ wird oft als das Nationalepos Belgiens und als Beginn der modernen belgischen Literatur bezeichnet und mit Werken der Bestenliste europäischer Literatur verglichen. Bereits nach dem Erscheinen der ersten deutschen Übersetzung fragte Arthur Holitscher: „Wohin soll man dieses Buch stellen? Soll man ihn stellen zum Shakespeare und Dante oder zu Dostojewski und Hamsun? Sicherlich zu den zehn Bänden, die man bei sich haben will, wenn man nicht die ganze Bücherkiste mit sich schleppen mag.“ Auch Stefan Zweig hat den Roman „ein unvergessliches und unvergängliches Werk“ genannt. „Wie die Ilias urweltlich, kraftvoll und unvergleichlich am Anfange der griechischen Literatur, so steht es einsam und überragend in seiner Zeit. Fünfzehn Jahre hat de Coster an dieses Werk gewandt. Und es ist ein Buch geworden, ein Volksbuch ohnegleichen.“ Für Alfred Döblin war De Costers Werk einer der besten Roman, die er kannte, und er stellte den Autor sogar über Balzac, Flaubert, Tolstoi: „Dieses herrliche vielgeliebte Werk ist längst aus der Ebene der Kunsterzeugnisse in die der Volksbücher aufgerückt“. Romain Rolland nennt bei seinem Vergleich ebenfalls berühmte Namen: „Ein Zeitungsschreiber, arm und ohne Namen, hat fast vor unseren Augen ein Denkmal aufgerichtet, das mit Don Quijote und Pantagruel wetteifern darf“.
Wie an der großen Zahl der Übersetzungen deutlich wird, stieß der Roman in der Zeit vor dem Ersten bis nach dem Zweiten Weltkrieg auch bei Flamen, Niederländern, Deutschen und Russen auf große Resonanz. Im Zentrum des Rezipienteninteresses steht offenbar die Politisierung Eulenspiegels, der seine Schelmerei in den Dienst einer Rebellion stellt. Dabei reicht das Spektrum der Einordnung von regionalen Autonomiebestrebungen  bis zu revolutionären Bewegungen gegen eine Diktatur. In der DDR wurde diese Thematik u. a. von Christa und Gerhard Wolf bearbeitet.

## Übersetzungen ins Deutsche
| → Übersetzungen 1909 – 1996 |
| Nach dem Archiv des Eulenspiegel-Museums Schöppenstedt - „Tyll Ulenspiegel und Lamme Goedzak. Legende von ihren heroischen/lustigen und ruhmreichen Abenteuern im Lande Flandern und anderen Orts.“ Deutsch von Friedrich von Oppeln-Bronikowski. Diederichs Jena 1909, 2. Aufl. 1911; Düsseldorf/Köln 1966 (Illustration Siegfried Oelke). - „Uilenspiegel und Lamme Goedzak. Ein fröhliches Buch – trotz Tod und Tränen.“ von Albert Wesselski. Titel und Einband von Hugo Steiner-Prag. Insel Leipzig 1910. - „Ulenspiegel und Lamm Goedzak. Die fabelhafte Geschichte ihrer heldenmütigen, lustigen und rühmlichen Abenteuer in Flandern und andern Orts“. Übersetzt und bearbeitet von Kurt L. Walter van der Bleek. Mit Bildern von Félicien Rops. Wilhelm Borngräber Berlin 1915. - „Tyll Ulenspiegel von Charles de Coster“. Neu bearbeitet und hrsg. von e. Mit 10 handkolorierten Bildern von Ludwig Bock. Rösl München 1920. - „Uilenspiegel und Lamme Goedzak. Die Legende und die heldenhaften, fröhlichen und ruhmreichen Taten von Uilenspiegel und Lamme Goedzak im Flandernland und anderswo“. Übertragung von Georg Gärtner (um 1920). Hesse & Becker Leipzig o. J. - „Die Geschichte von Ulenspiegel und Lamme Goedzak und ihren heldenmäßigen, fröhlichen und glorreichen Abenteuern im Lande Flandern und anderwärts.“ Übersetzt von Karl Wolfskehl. Kurt Wolff München 1926. Büchergilde Gutenberg Frankfurt u. Wien 1993, mit Zeichnungen von Kurt Löb. - „Die Mär von Ulenspiegel und Lamme Goedzak und ihren heroischen, ergötzlichen und rühmlichen Abenteuern in Flandern und anderen Landen“'. Übersetzt von Georg C. Lehmann (1924), Deutsche Buch-Gemeinschaft Berlin 1956. - „Thyl Ulenspiegel. Die Legende und die heroischen heiteren und ruhmreichen Abenteuer Thyl Ulenspiegels und Lamme Goedzaks im Lande Flandern und anderwärts“. Übersetzung von Ernst Heinrich Schrenzel. Büchergilde Gutenberg Berlin 1929; Kiepenheuer & Witsch Köln, Berlin 1958. - „Ulenspiegel von Charles de Coster“. Übersetzt von Hans Jakob und Else Hadwiger. Volksverband der Bücherfreunde Wegweiser Berlin o. J. (1929). - „Charles de Coster: Ulenspiegel“. Anna Valeton. Kurt Desch München 1949. - „Ulenspiegel - Die Legende und die heldenhaften, fröhlichen und ruhmreichen Abenteuer von Ulenspiegel und Lamme Goedzak im flandrischen Lande und anderswo“. Aus dem Französischen von Walter Widmer. Fischer Berlin u. Frankfurt 1955; Winkler-Verlag 1958 mit Holzschnitten von Frans Masereel. - De Coster, Charles: Die Geschichte von Ulenspiegel und Lamme Goedzak und ihren heldenmässigen, fröhlichen und glorreichen Abenteuern im Lande Flandern und anderwärts / Charles de Coster. Dt. von Karl Wolfskehl. Mit e. Nachw. von Peter Müller. Diogenes Verlag, Zürich 1985 (Diogenes-Taschenbuch), Neuauflage 1992. - „Charles de Coster: Tijl Uilenspiegel und Lamme Goedzak“. Aus dem Flämischen von Hanne Schleich. Edition Kur-Cöln Arnsberg 1996. |

Übersetzungsvergleich: Alexander Schwarz:  „Die Übersetzung als Tragsessel oder Wachskerze“. S. 217 ff.

## Adaptionen

### Illustration
De Costers Ulenspiegel wurde im Lauf der Editionsgeschichte immer wieder neu illustriert und entsprechend der Technik, z. B. Holzschnitt (Masereel), Zeichnung mit dickem (Löb) und feinem Strich (de Coninck) usw. in der jeweiligen Epoche des Malers interpretiert. An der mit 32 Illustrationen ausgestatteten Ausgabe von 1869 arbeiteten verschiedene belgische Künstler mit: Louis Artan, Léon Becker, Gustave Joseph Biot, Hippolyte Boulenger, Paul Jan Clays, Adolf Dillens, August Danse, Henri Joseph Duwée, Théodore Fourmois, Charles de Groux, Alfred Hubert, Louis Jaugey, Paul Lauters, Félicien Rops, Edmond de Schampheleer, Hendrik Frans (oder Henri Francoise) Schaefels, Eugène Smits, Camille van Camp, Guillaume van der Hecht, Paul van der Vin. Nach der Atmosphäre einzelnen Romanszenen sind die Graphiken realistisch-detailliert, impressionistisch düster im Stil der Schwarzen Romantik oder märchenhaft-romantisch. Die Illustrationen des 20. Jhs. sind u. a. satirisch karikierend (Löb), expressionistisch (Masereel)  oder im  Stil des Surrealismus bzw. des Symbolismus (de Bruycker) ausgeführt.
Weitere Illustratoren (Auswahl):
- Eberhard Binder: Charles De Coster, Karl Wolfskehl: „Die Geschichte von Ulenspiegel und Lamme Goedzak und ihren heldenmäßigen, fröhlichen und glorreichen Abenteuern im Lande Flandern und anderwärts“. Neues Leben, Berlin 1965.
- Ludwig Bock: „Tyll Ulenspiegel“ von Charles de Coster, mit 10 handkolorierten Bildern von Ludwig Bock, Rösl Verlag München 1920.
- Jules De Bruycker
- René De Coninck
- Max Hunziker[21]
- Erich Klahn, 1.312 Aquarelle (1935 – 1978)
- Kurt Löb: „Die Geschichte von Ulenspiegel und Lamme Goedzak und ihren heldenmäßigen, fröhlichen und glorreichen Abenteuern im Lande Flandern und anderwärts.“  Übersetzt von Karl Wolfskehl. Kurt Wolff München 1926. Büchergilde Gutenberg Frankfurt u. Wien 1993, mit Zeichnungen von Kurt Löb.
- Heinz Kiwitz (1930)
- Frans Masereel: „Ulenspiegel - Die Legende und die heldenhaften, fröhlichen und ruhmreichen Abenteuer von Ulenspiegel und Lamme Goedzak im flandrischen Lande und anderswo“. Aus dem Französischen von Walter Widmer. Fischer Berlin u. Frankfurt 1955; Winkler-Verlag 1958 mit Holzschnitten von Frans Masereel.
- Rafaello Busoni.

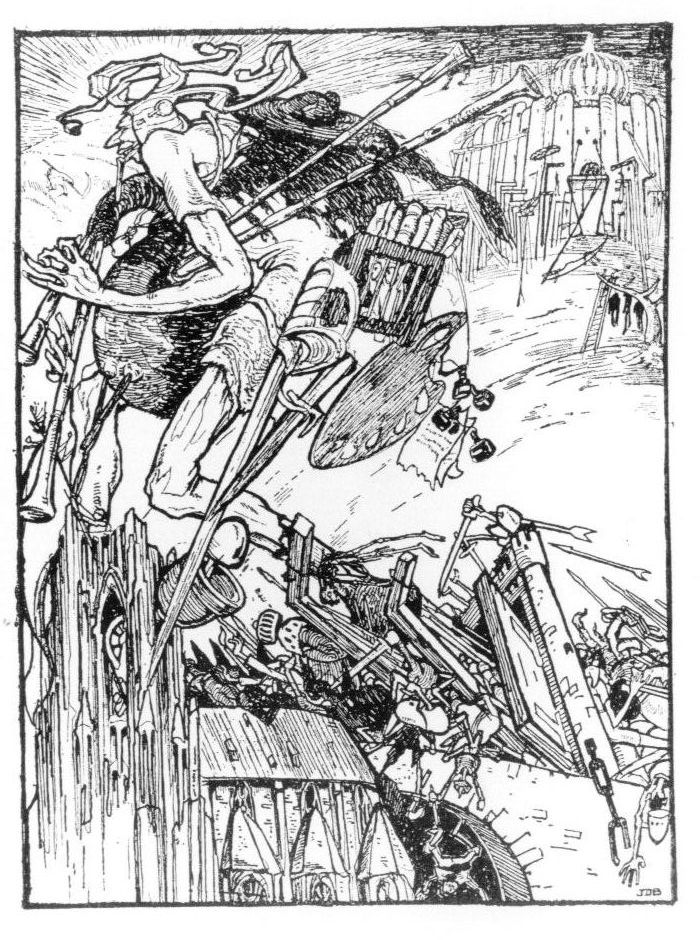
Illustration von Jules de Bruycker zu de Costers Ulenspiegel 1922
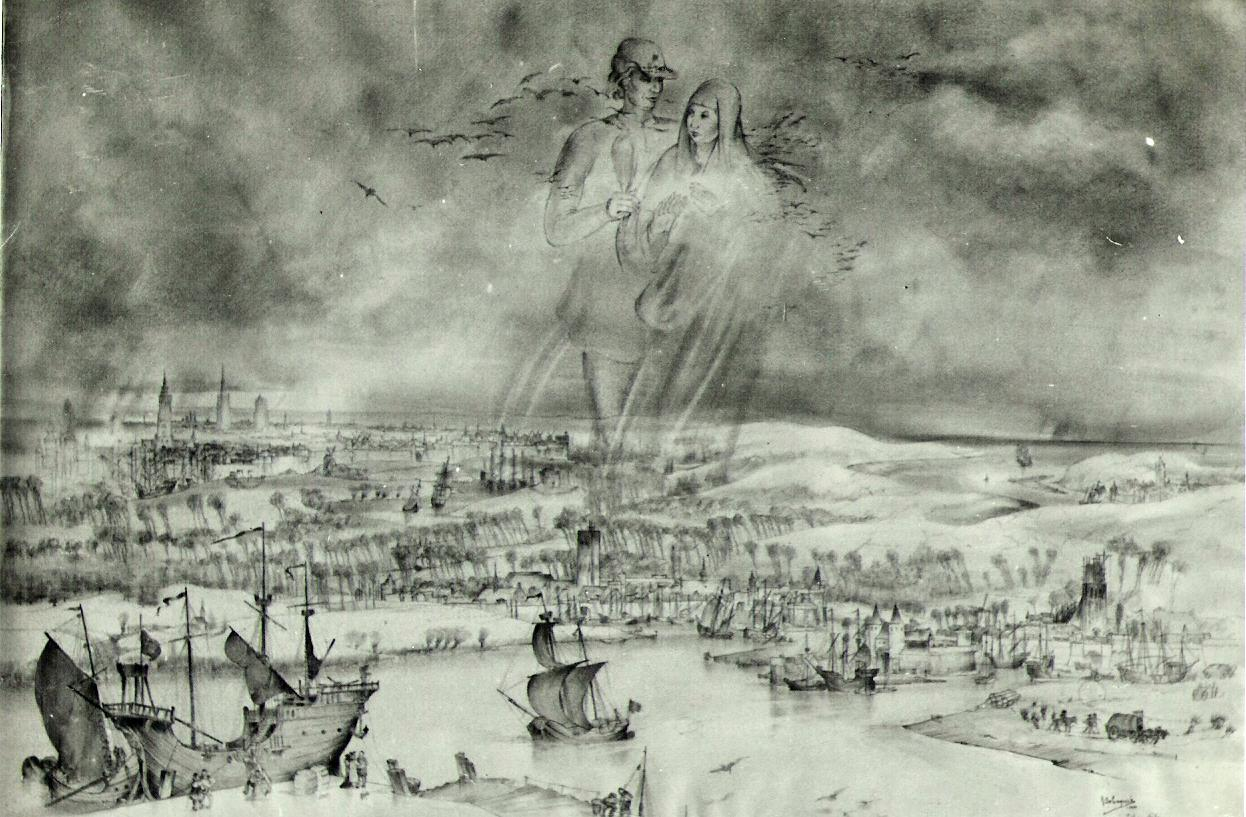
Tijl und Nele in Flandern. Grafik von René de Coninck
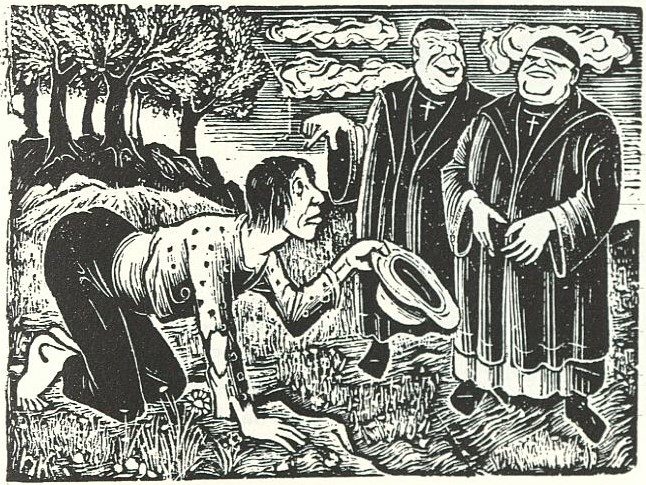
Heinz Kiwitz: Tyll mit zwei als Prediger verkleideten Mordbuben (1930)
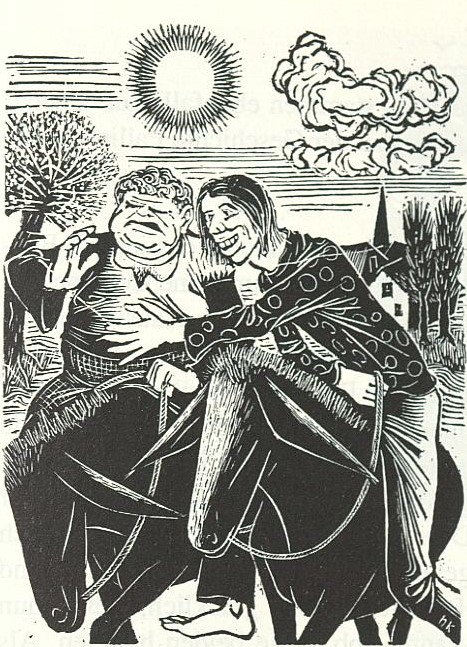
Heinz Kiwitz: Tyll und Lamme Goedzak (1930)

### Comic
- „Tijl Uilenspiegel“ (1945), später umbenannt in „Tijl en De Lamme“  und „De Lamme“. Comicserie  von Ray Goossens und Luyckx.[22]
- „Thyl Uilenspiegel“: „De Opstand der Geuzen“ und „Fort Oranje“, zwei Comic-Alben frei nach de Coster von Willy Vandersteen, zusammen mit den Zeichnern Karel Verschuere, Bob de Moor und Tibet, veröffentlicht in den flämischen und belgischen Comic-Zeitschriften Kuifje, Tintin und Ons Volk 1951/52 und zwischen 1952 und 1953.[23]

### Film
- „Les Aventures de Till L'Espiègle“ (englischer Titel: „Bold Adventure“), französisch-ostdeutsche Koproduktion mit Gérard Philipe unter der Regie von Joris Ivens und Gerard Philipe, 1956.
- „Till Ulenspiegel“ (Легенда о Тиле) unter der Regie von Alexander Alow und Wladimir Naumow, UdSSR 1976.

### Musik
- „Ulenspiegel“. Oper in drei Aufzügen, Op. 23, von  Walter Braunfels (1910). Das Libretto basiert auf de Costers Roman. Uraufführung am 4. November 1913.